# Fusako Kajiyama
Fusako Kajiyama (japanisch 梶山 芙紗子; * 28. März 1977 in Kyōto) ist eine ehemalige japanische Fußballschiedsrichterin.
Von 2011 bis 2020 stand Kajiyama auf der Liste der FIFA-Schiedsrichter und leitete internationale Fußballspiele.
Kajiyama war unter anderem Schiedsrichterin bei der U-20-Weltmeisterschaft 2012 in Japan, bei der U-17-Weltmeisterschaft 2014 in Costa Rica, beim Cup of Nations 2019 in Australien, bei der U-19-Asienmeisterschaft 2019 in Thailand sowie bei diversen Qualifikations- und Freundschaftsspielen.